# Meussia
Meussia és un municipi francès situat al departament del Jura i a la regió de Borgonya - Franc Comtat. L'any 2007 tenia 379 habitants.

## Demografia

### Població
El 2007 la població de fet de Meussia era de 379 persones. Hi havia 158 famílies de les quals 40 eren unipersonals (20 homes vivint sols i 20 dones vivint soles), 55 parelles sense fills, 51 parelles amb fills i 12 famílies monoparentals amb fills.
La població ha evolucionat segons el següent gràfic:
Habitants censats

### Habitatges
El 2007 hi havia 187 habitatges, 158 eren l'habitatge principal de la família, 7 eren segones residències i 23 estaven desocupats. 140 eren cases i 46 eren apartaments. Dels 158 habitatges principals, 103 estaven ocupats pels seus propietaris, 44 estaven llogats i ocupats pels llogaters i 10 estaven cedits a títol gratuït; 9 tenien dues cambres, 22 en tenien tres, 50 en tenien quatre i 77 en tenien cinc o més. 122 habitatges disposaven pel capbaix d'una plaça de pàrquing. A 72 habitatges hi havia un automòbil i a 67 n'hi havia dos o més.

### Piràmide de població
La piràmide de població per edats i sexe el 2009 era:
| Homes | Edats   | Dones |
| ----- | ------- | ----- |
| 0     | 95 o +  | 0     |
| 4     | 90 a 94 | 0     |
| 4     | 85 a 89 | 0     |
| 0     | 80 a 84 | 0     |
| 16    | 75 a 79 | 16    |
| 8     | 70 a 74 | 16    |
| 4     | 65 a 69 | 8     |
| 16    | 60 a 64 | 0     |
| 20    | 55 a 59 | 12    |
| 16    | 50 a 54 | 24    |
| 4     | 45 a 49 | 12    |
| 12    | 40 a 44 | 12    |
| 20    | 35 a 39 | 0     |
| 12    | 30 a 34 | 12    |
| 8     | 25 a 29 | 12    |
| 12    | 20 a 24 | 8     |
| 4     | 15 a 19 | 16    |
| 12    | 10 a 14 | 12    |
| 16    | 5 a 9   | 4     |
| 12    | 0 a 4   | 4     |

## Economia
El 2007 la població en edat de treballar era de 231 persones, 183 eren actives i 48 eren inactives. De les 183 persones actives 169 estaven ocupades (91 homes i 78 dones) i 14 estaven aturades (7 homes i 7 dones). De les 48 persones inactives 19 estaven jubilades, 9 estaven estudiant i 20 estaven classificades com a «altres inactius».

### Ingressos
El 2009 a Meussia hi havia 177 unitats fiscals que integraven 451 persones, la mediana anual d'ingressos fiscals per persona era de 17.485 €.

### Activitats econòmiques
Dels 17 establiments que hi havia el 2007, 5 eren d'empreses de fabricació d'altres productes industrials, 4 d'empreses de construcció, 2 d'empreses de comerç i reparació d'automòbils, 1 d'una empresa de transport, 1 d'una empresa financera, 2 d'empreses immobiliàries i 2 d'empreses de serveis.
Dels 4 establiments de servei als particulars que hi havia el 2009, 1 era una oficina bancària, 1 paleta, 1 fusteria i 1 lampisteria.

## Equipaments sanitaris i escolars
El 2009 hi havia una escola elemental integrada dins d'un grup escolar amb les comunes properes formant una escola dispersa.

## Poblacions més properes
El següent diagrama mostra les poblacions més properes.